# Amy Jacques Garvey

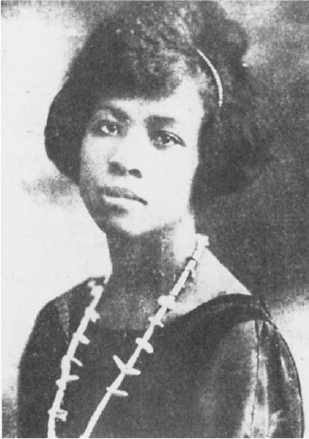
Amy Jacques Garvey (1923)

Amy Jacques Garvey (* 31. Dezember 1895 in Kingston, Jamaika; † 25. Juli 1973 ebenda) war eine Journalistin und eine bedeutende Vorkämpferin der panafrikanischen Bewegung.

## Leben
Garvey wurde in Jamaika geboren und zog im Jahre 1917 in die Vereinigten Staaten. Dort traf sie ihren künftigen Ehemann, Marcus Garvey, und leitete mit ihm zusammen die Arbeit der Universal Negro Improvement Association (UNIA), deren Vorsitzende sie später wurde. Sie war Redakteurin der von der Organisation herausgegebenen Zeitung The Negro World.
Amy Jacques Garvey wurde in die Anthologie Daughters of Africa aufgenommen, die 1992 von Margaret Busby in London und New York herausgegeben wurde.